# سالي جونز
سالي جونز (بالإنجليزية: Sally Jones)‏ هي صحفية بريطانية، ولدت في عقد 1950.